# Psectrocladius semicirculatus
Psectrocladius semicirculatus är en tvåvingeart som beskrevs av Ole Anton Saether 1969. Psectrocladius semicirculatus ingår i släktet Psectrocladius och familjen fjädermyggor.
Artens utbredningsområde är Ontario. Inga underarter finns listade i Catalogue of Life.